# Хинокаге
Хино́каге (яп. 日之影町 Хинокагэ-тё:) — посёлок в Японии, находящийся в уезде Нисиусуки префектуры Миядзаки. Площадь посёлка составляет 277,68 км², население — 4076 человек (1 августа 2014), плотность населения — 14,68 чел./км².

## Географическое положение
Посёлок расположен на острове Кюсю в префектуре Миядзаки региона Кюсю. С ним граничат города Нобеока, Саики, Бунгооно, Такета, посёлки Такатихо, Мисато и село Мороцука.

## Население
Население посёлка составляет 4076 человек (1 августа 2014), а плотность — 14,68 чел./км². Изменение численности населения с 1980 по 2005 годы:
| 1980 | 8013 чел. |  |
| 1985 | 7353 чел. |  |
| 1990 | 6550 чел. |  |
| 1995 | 5928 чел. |  |
| 2000 | 5445 чел. |  |
| 2005 | 5031 чел. |  |

## Символика
Деревом посёлка считается Zelkova serrata, цветком — рододендрон, птицей — Cettia diphone.